# Langley Twin
Le Langley 2-4, diversement décrit comme le Langley Monoplane ou Langley Twin est un avion utilitaire bimoteur construit aux États-Unis en 1940 par la Langley Aviation Company. Nommé en l'honneur de Samuel Pierpont Langley, l'avion a été conçu pour utiliser des matériaux non stratégiques dans sa construction et éviter ainsi toute pénurie provoquée par la guerre. 
Sa conception était conventionnelle - un monoplan en porte-à-faux à aile basse avec deux queues et un train de roulement à roue arrière. Les structures de l'avion étaient constituées de placages d'acajou courbés sur des moules et imprégnés de résines vinyliques et phénoliques pour leur permettre de conserver leur forme (contreplaqué moulé). L'utilisation de métal pour les éléments structurels - même dans les fixations - a ainsi été presque complètement évitée.
Deux prototypes ont été construits, l'un avec un moteur de 65 ch (49 kW) moteurs, et un autre avec un moteur de 90 ch (67 kW). La deuxième machine a été achetée par la marine américaine et évaluée comme XNL-1, mais la marine n'a pas commandé le type. Une fois que les États-Unis sont entrés en guerre, il s'est avéré que les résines nécessaires à la construction étaient bien plus rares que le métal qui aurait été nécessaire pour produire un avion par des moyens conventionnels, et le projet a été abandonné. Le XNL-1 a été vendu comme surplus de guerre et, à la suite d'un accident en 1965, ses ailes, ses nacelles de moteur et son train d'atterrissage principal ont été accouplés à un fuselage Stinson 108 pour créer un avion unique en son genre nommé Pierce Arrow.

## Construction
Les pièces en contreplaqué « plastique de l'avion » Langley sont à plusieurs couches de placage formé sur un moule et collés ensemble de manière permanente, dans une structure achevée par des «  compositions plastiques » qui réagissent de manière caractéristique à la chaleur et à la pression. Pour les seules exemplaires produits, le bois utilisé pour les plis a été exclusivement l'acajou du Honduras. Les constructeurs prévoyaient que leur processus d'avion moulé serait adaptable pour les planeurs de transport militaire ou dans de plus grandes tailles pour les transports de troupes. Chacun des éléments intégraux —fuselage, ailes, gouvernes et carénages— est joint sans aucune fixation mécanique telle que des écrous, des boulons et des vis.

## Spécifications (2-4-65)
- Equipage: one pilot
- Capacité: 3 passagers
- Longueur: 20 ft 8 in (6.30 m)
- Envergure: 35 ft 2 in (10.72 m)
- Motorisation: 2 × Franklin 4AC , 65 hp (49 kW) each

Performance
- Vitesse maximum: 135 mph (216 km/h, 117 kn)
- Autonomie: 400 mi (640 km, 350 nmi)
- Service ceiling: 13,300 ft (4,100 m)